# Fámjin
Fámjin (dánul: Famien) település Feröer Suðuroy nevű szigetén. Közigazgatásilag Fámjin község egyetlen települése.

## Földrajz
A település a sziget nyugati partján, magas hegyek ölelésében fekszik. Mivel a geológiai viszonyok miatt a szigetek nyugati partjai általában meredek sziklafalként szakadnak a tengerbe, a feröeri települések többsége a keleti parton található. A falu fölött található a Kirkjuvatn, Suðuroy legnagyobb és egyben Feröer kilencedik legnagyobb tava.

## Történelem
Első írásos említése az 1350-1400 között írt Kutyalevélben található.
Fámjin temploma 1875-ben épült. Merkið - Egy rúnakő mellett ott őrzik a feröeri zászló első példányát is, amelyet az innen származó Jens Olivur Lisberg orvostanhallgató és társai készítettek 1919-ben, Koppenhágában.
2005. március 25-én itt írta alá Per Stig Møller dán külügyminiszter és Jóannes Eidesgaard feröeri miniszterelnök a Fámjini szerződést, amely az autonóm szigetcsoportnak először biztosítja az önálló kül- és biztonságpolitika lehetőségét.

## Népesség
| Év              | Lakosság |
| --------------- | -------- |
| 1986. január 1. | 131      |
| 1991. január 1. | 120      |
| 1996. január 1. | 119      |
| 2001. január 1. | 111      |
| 2006. január 1. | 116      |

## Gazdaság
Fámjin a halászat szempontjából kedvező helyen fekszik, mivel vizei halban gazdagok. A halászcsónakok nyáron védett kikötőjéből indulnak a tengerre, télen padig csónakházakban tárolják őket. Más falvakhoz hasonlóan a halászat és a juhtenyésztés a mindennapi foglalatosság részei. A vágásérett juhokat októberben gyűjtik össze és vágják le. A település lakói burgonyát és répát termesztenek, valamint madarakat is fognak. Egy nemrég létesített lazacnevelő telep folyamatos munkalehetőségeket biztosít a helybelieknek.

## Közlekedés
Fámjint egyetlen út köti össze a sziget többi részével, amely kelet felé a hegyen át a keleti parti Øravík felé vezet. Ezen az úton közlekedik a 701-es busz is, amely innen indulva Tvøroyrin keresztül az északi Sandvíkig közlekedik.

## Személyek
- Itt született és halt meg Jens Olivur Lisberg (1896-1920) joghallgató, a feröeri zászló egyik tervezője

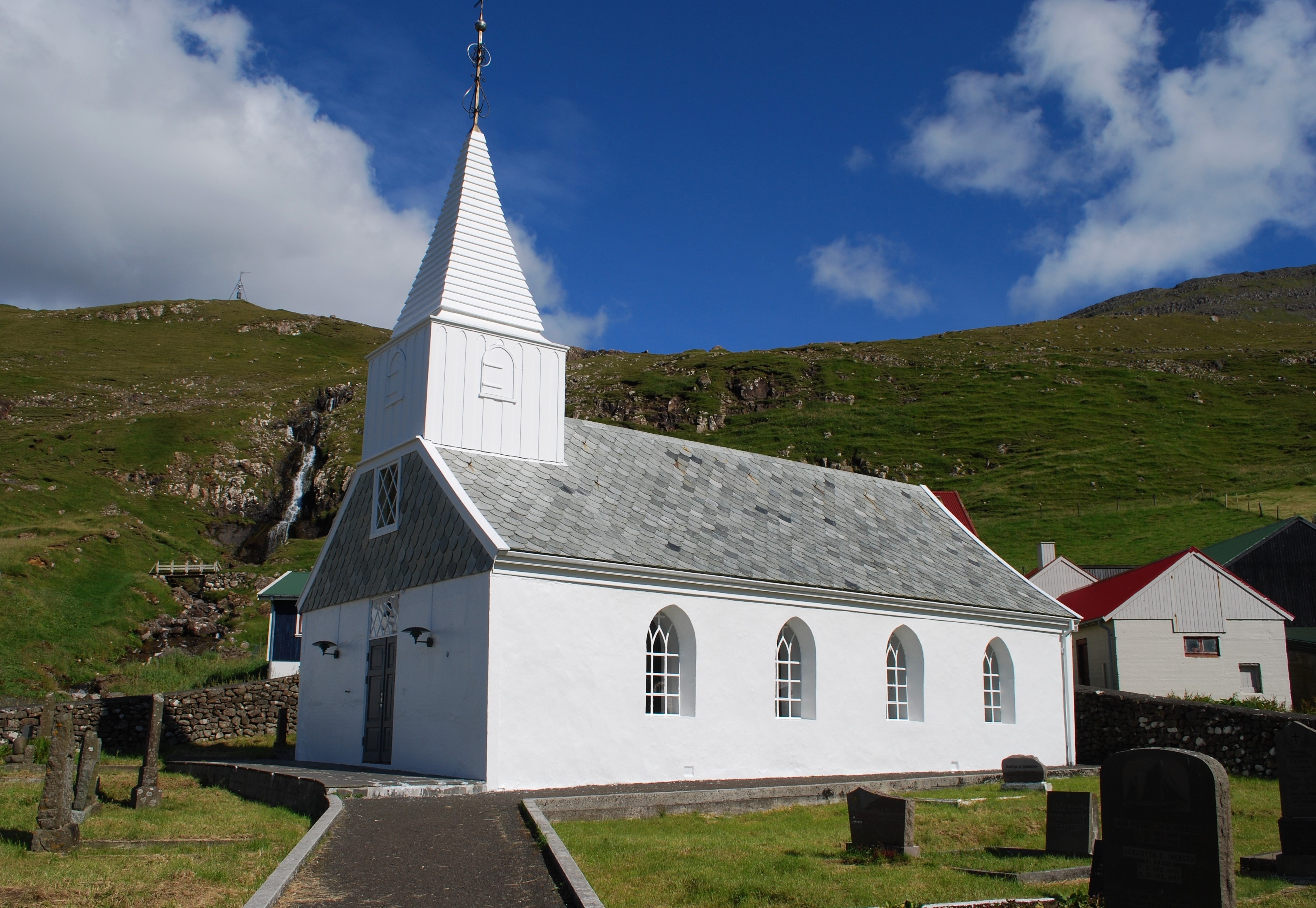
Fámjin temploma
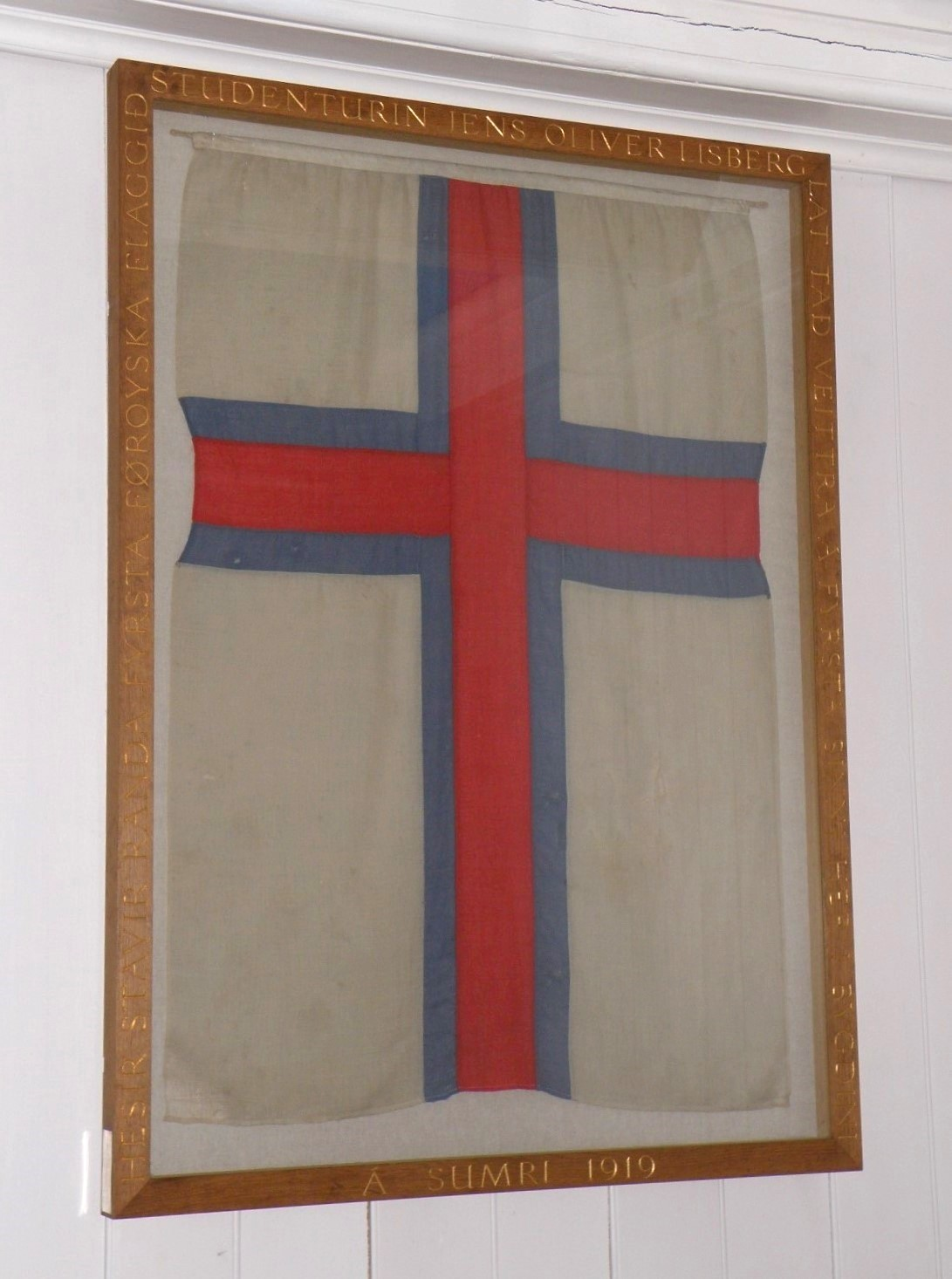
Fámjin temploma, Merkið
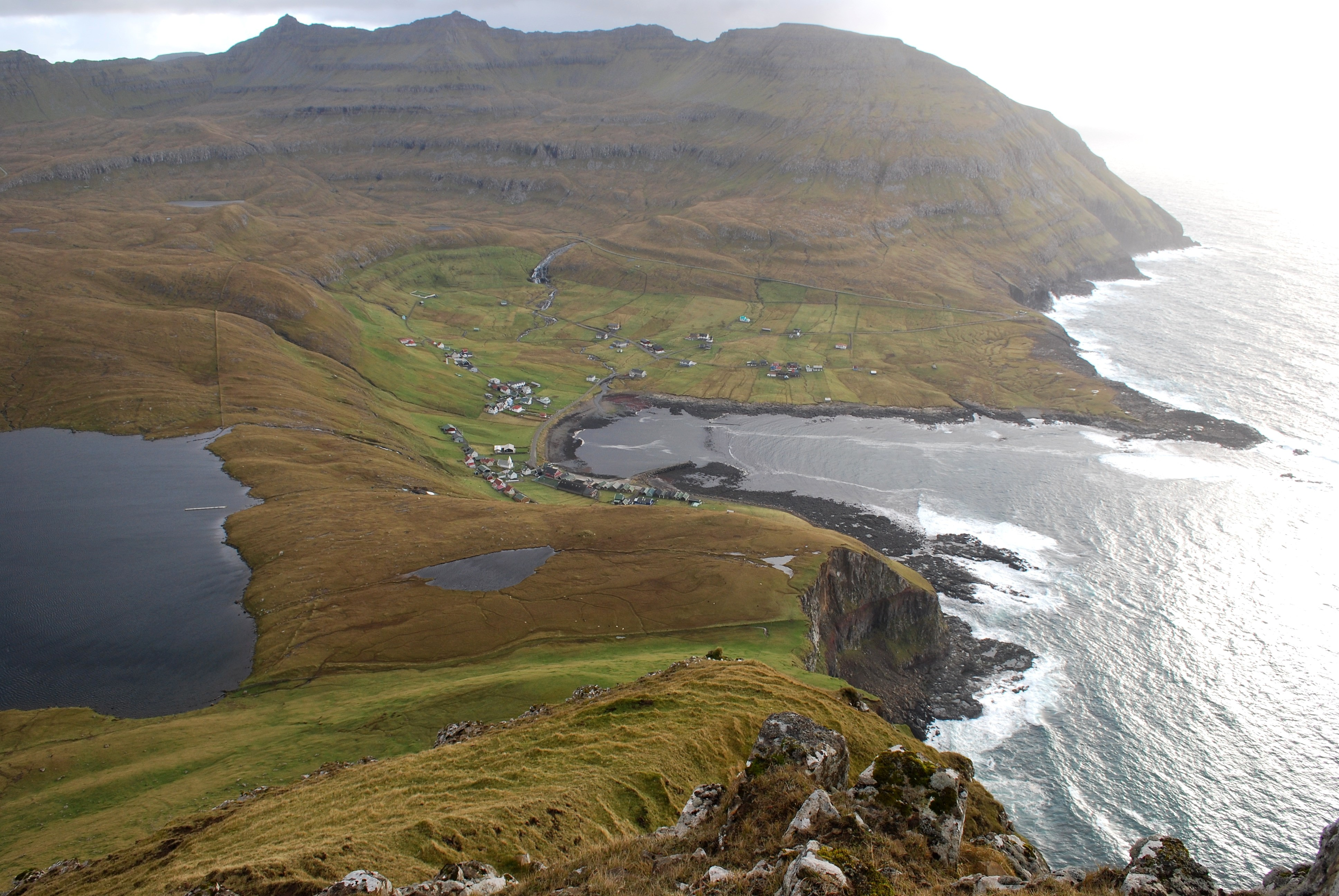
Fámjin
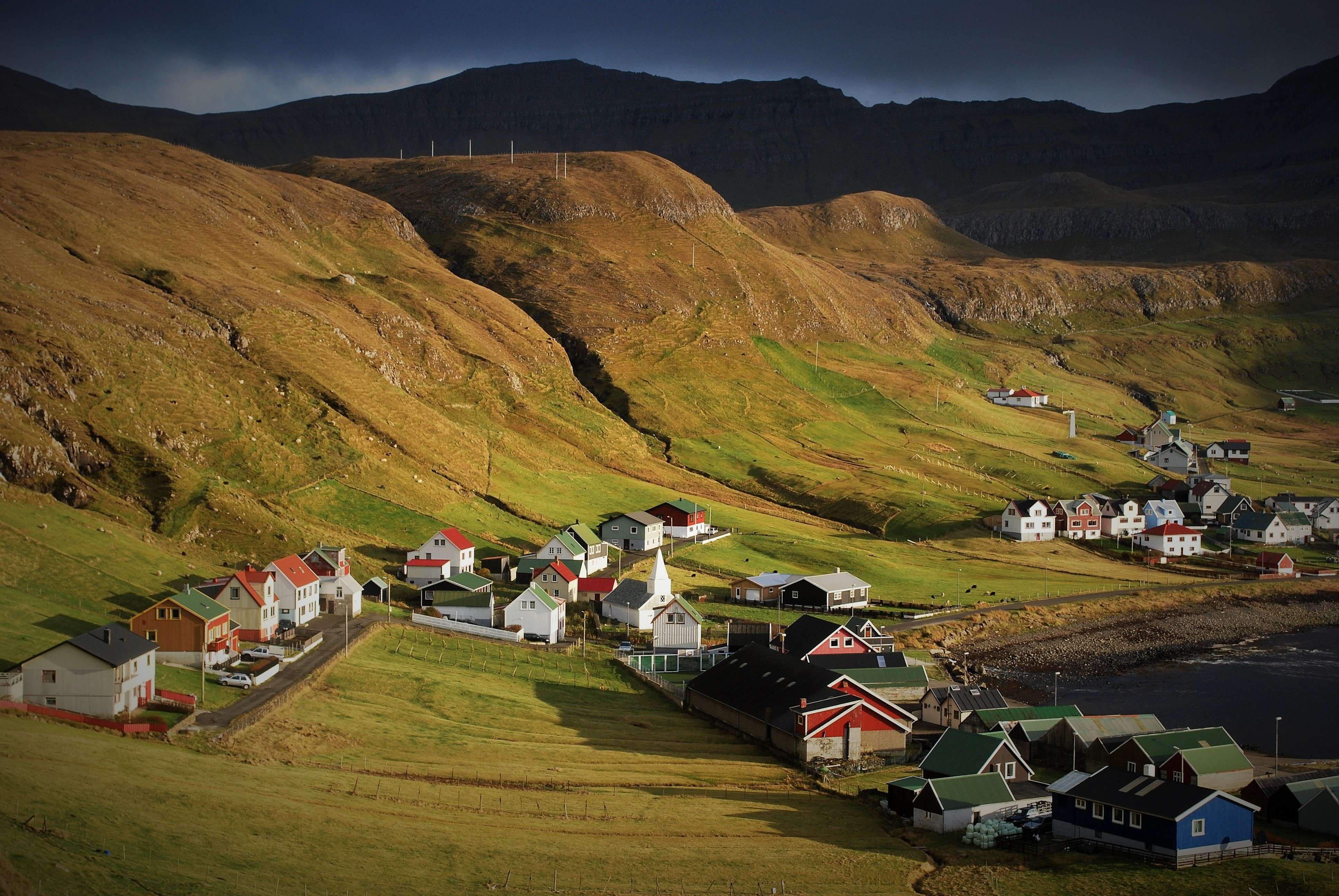
Fámjin
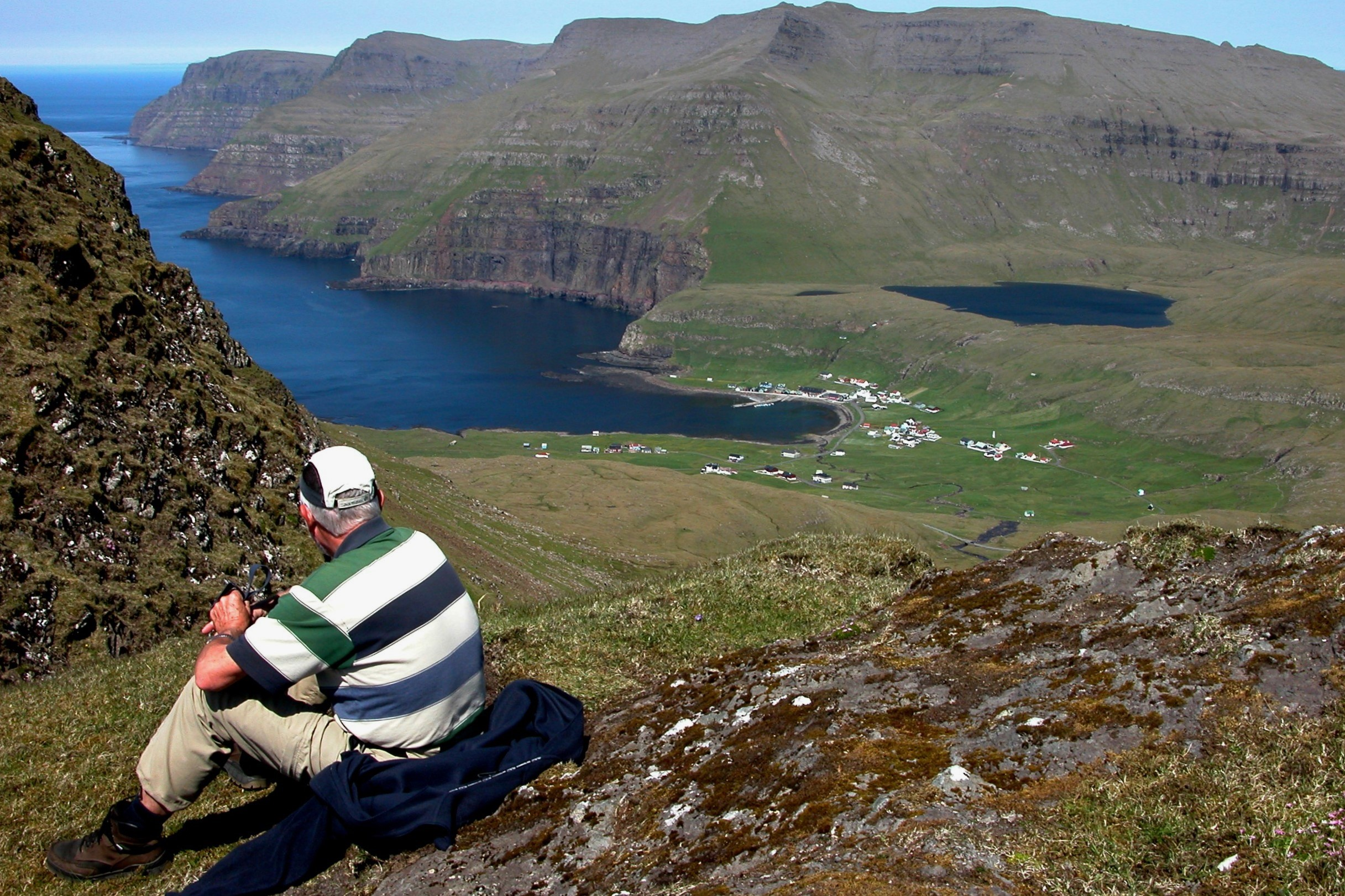
Fámjin, Kirkjuvatn, Gluggarnir
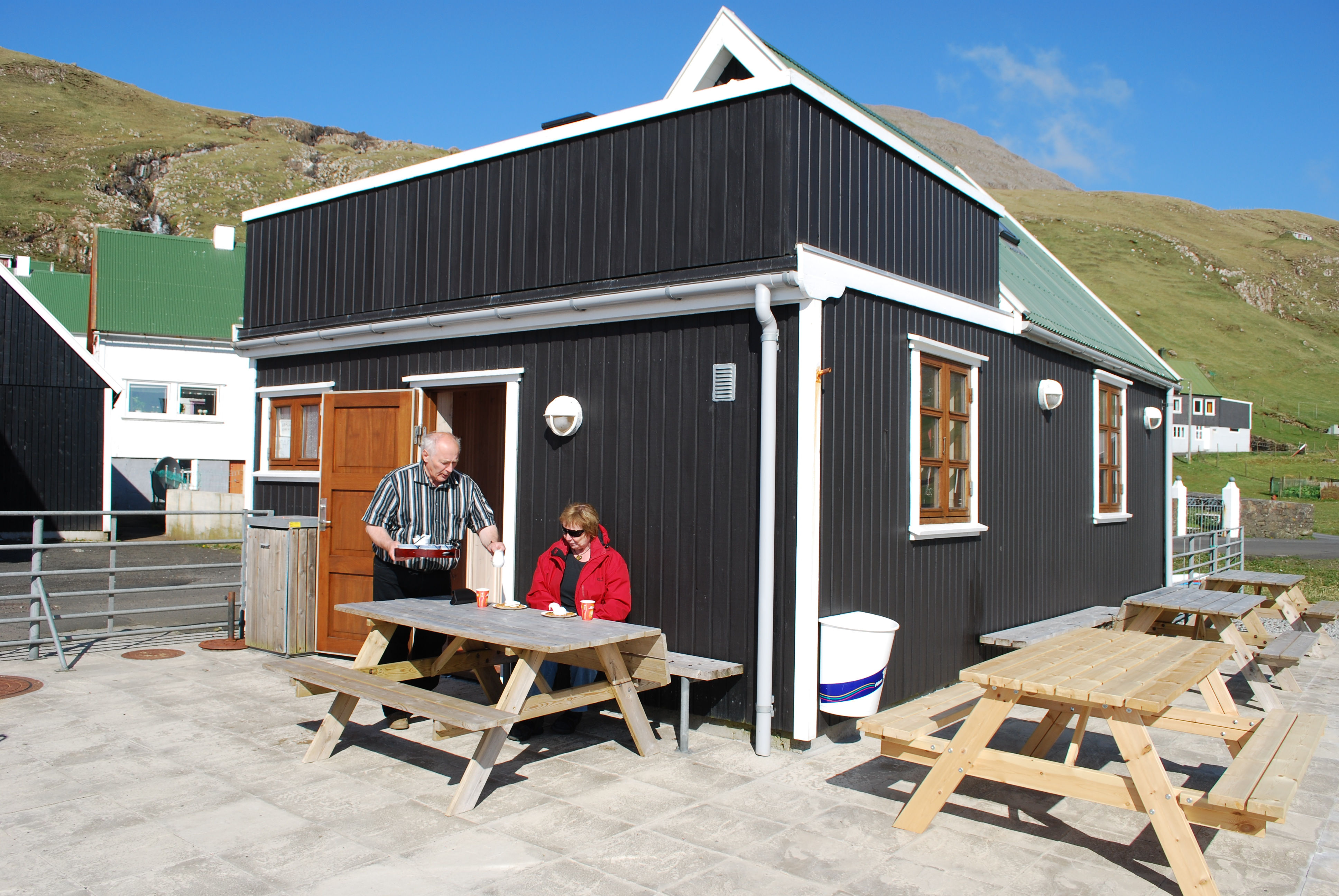
Café Fámjin